# Murmurations
Murmurations — шестой студийный альбом английской электронной группы Simian Mobile Disco (Джеймс Шоу и Джеймс Форд), изданный 11 мая 2018 года на лейбле Wichita Recordings. Альбом получил положительные отзывы музыкальной критики и интернет-изданий.

## История
В качестве приглашённых артистов в записи альбома участвовал хор Deep Throat Choir, чьё присутствие настолько центральное, что они заслуживают того, чтобы быть заявленными в качестве основных исполнителей. Возможно, поэтому Murmurations, по мнению критиков кажется скорее заслуженной платформой для хора, чем полноценной пластинкой Simian Mobile Disco.

## Отзывы
| Совокупная оценка | Совокупная оценка |
| Источник          | Оценка            |
| ----------------- | ----------------- |
| Metacritic        | 75/100            |
| Оценки критиков   |                   |
| Источник          | Оценка            |
| AllMusic          | [ 1 ]             |
| The Guardian      | [ 3 ]             |
| NME               | [ 4 ]             |
| Pitchfork         | 7.5/10            |

Альбом получил положительные отзывы музыкальной критики и интернет-изданий. На сайте Metacritic, который присваивает средневзвешенную оценку из 100 баллов рецензиям от ведущих изданий, этот релиз получил средневзвешенное арифметическое в 75 баллов на основе 13 рецензий.
Лиам Мартин из AllMusic отметил, что «то, что на Murmurations члены группы находятся на заднем плане, тоже не обязательно плохо, но талант DTC и их гармонии, похожие на улей, затмевают блеск треков, на которых они появляются, что хорошо видно на синглах „Hey Sister“ и „Defender“; синтетические и гармонические элементы переплетаются, пока не становятся одним целым, что, несомненно, является общим смыслом этого проекта» и добавил: «Murmurations является выдающимся моментом для Deep Throat Choir, в то время как в каноне Simian Mobile Disco он занимает интересное и приятное место, но, в конечном счёте, является побочным в их дискографии».

## Список композиций
| №  | Название                                               | Автор(ы)                           | Длительность |
| -- | ------------------------------------------------------ | ---------------------------------- | ------------ |
| 1. | «Boids»                                                | James Ford James Shaw              | 4:32         |
| 2. | «Caught in a Wave» (при участии the Deep Throat Choir) | Ford Shaw Heloise Tunstall-Behrens | 6:43         |
| 3. | «We Go» (при участии the Deep Throat Choir)            | Ford Shaw Louisa Gerstein          | 8:31         |
| 4. | «Gliders»                                              | Ford Shaw Gerstein                 | 3:39         |
| 5. | «Hey Sister» (при участии the Deep Throat Choir)       | Ford Shaw Gerstein                 | 5:37         |
| 6. | «A Perfect Swarm»                                      | Ford Shaw                          | 8:20         |
| 7. | «Defender» (при участии the Deep Throat Choir)         | Ford Shaw Gerstein                 | 7:24         |
| 8. | «V Formation»                                          | Ford Shaw                          | 6:49         |
| 9. | «Murmuration»                                          | Ford Shaw                          | 2:14         |

## Re-Murmurations
Альбом ремиксов под названием Re-Murmurations был выпущен 28 сентября 2018 года.

### Список треков
| №   | Название                                                                     | Длительность |
| --- | ---------------------------------------------------------------------------- | ------------ |
| 1.  | «Caught in a Wave (Jas Shaw 15 Volts Mix 1)» (при участии Deep Throat Choir) | 6:58         |
| 2.  | «Caught in a Wave (Jas Shaw 15 Volts Mix 2)» (при участии Deep Throat Choir) | 6:46         |
| 3.  | «Hey Sister (Jas Shaw Chant Mix)» (при участии Deep Throat Choir)            | 7:03         |
| 4.  | «Hey Sister (Jas Shaw Carillon Mix)» (при участии Deep Throat Choir)         | 8:24         |
| 5.  | «V Formation (Jas Shaw Misfits Mix)»                                         | 6:27         |
| 6.  | «Murmuration (Jas Shaw 7&half IPS Mix)»                                      | 4:40         |
| 7.  | «Defender (Jas Shaw AFK Mix)» (при участии Deep Throat Choir)                | 4:33         |
| 8.  | «Defender (Jas Shaw Locked Loops Mix)» (при участии Deep Throat Choir)       | 6:46         |
| 9.  | «Caught in a Wave (Jas Shaw 15 Volts Instrumental 1)»                        | 6:57         |
| 10. | «Caught in a Wave (Jas Shaw 15 Volts Instrumental 2)»                        | 6:01         |
| 11. | «Hey Sister (Jas Shaw Chant Drum Tool)»                                      | 7:00         |
| 12. | «Hey Sister (Jas Shaw Carillon Dub)»                                         | 7:06         |